# 無頼の谷
『無頼の谷』（ぶらいのたに、原題：Rancho Notorious）は、1952年に製作・公開されたアメリカ合衆国の西部劇映画である。

## 概要
フリッツ・ラングが監督、マレーネ・ディートリヒとアーサー・ケネディ、メル・ファーラーが出演した。
テクニカラーで撮影されている。本作はラング監督とディートリヒの唯一の組み合わせとなった。

## キャスト
※括弧内は日本語吹替（テレビ版）
- アルター・キーン：マレーネ・ディートリヒ（西野砂恵）
- ヴァーン・ハスケル：アーサー・ケネディ（宮部昭夫）
- フレンチー・フェアモント：メル・ファーラー（纓片達雄）

## スタッフ
- 監督：フリッツ・ラング
- 製作：ハワード・ウェルシュ
- 原案：シルヴィア・リチャーズ
- 脚本：ダニエル・タラダッシュ
- 音楽：ケン・ダービー、エミール・ニューマン
- 撮影監督：ハル・モーア
- 編集：オットー・ルドウィグ
- 美術：ウィアード・イーネン
- 装置：ロバート・プリーストリー
- マレーネ・ディートリヒの衣裳：ドン・ローパー
- 衣裳：ジョー・キング